# Erich Hagen
Erich Walter Hagen (Leipzig, Saxònia, 11 de desembre de 1936 - Leipzig, 26 de maig de 1978) va ser un ciclista alemany que va córrer a cavall dels anys 50 i 60 del segle xx.
Va participar en dos Jocs Olímpics, els de 1956 a Melbourne, i els de 1960 a Roma, en què guanyà una medalla de plata en la Contrarellotge per equips, junt a Gustav-Adolf Schur, Egon Adler i Günter Lörke.

## Palmarès
- 1956
  - Campió de la RDA en ruta
- 1957
  - Campió de la RDA de CRE
- 1958
  - Campió de la RDA de CRE
  - 1r a la DDR Rundfahrt
- 1960
  - 1r a la Cursa de la Pau i vencedor de 2 etapes
  - 1r a la Rund um die Hainleite
  -  Medalla de plata als Jocs Olímpics de Roma en contrarellotge per equips
- 1961
  - 1r a la Rund um die Hainleite
  - Vencedor d'una etapa de la Cursa de la Pau